# Бабетта йде на війну
«Бабетта йде на війну» (фр. Babette s'en va-t-en guerre) — французька кінокомедія 1959 року на військову тему, знята режисером Крістіан-Жаком.

## Сюжет
Під час Другої світової війни юна французька провінціалка Бабетта евакуюється до Англії під час навали фашистів. Там вона потрапляє в штаб союзників, де спочатку працює завгоспом і телефоністкою, а потім її посилають у ворожий тил з важливою секретною місією.
|  | Щоб стати Попелюшкою, Ми всі вона мрія! На брядугай Страненай. До побачення домовлять! |

## У ролях
- Бріжіт Бардо — Бабетта
- Жак Шар'є — Жерар
- Франсіс Бланш — «тато» Шульц
- Ганнс Мессемер — полковник Франц фон Аренберг
- Робер Беррі — сержант Білл
- Жан Карме — Антуан
- Ів Венсан — капітан Дарсі
- Рональд Говард — полковник Фіцпатрик
- Мона Гоя — мадам Фернан
- Ноель Роквер — капітан Гюстав Бремон

## Додаткові факти
- У 2014 році кандидата у президента України Юлію Тимошенко порівняли з головною героїнею фільму, насамперед через зачіску українського політика.[1]